# ارکیده کروبی مجنون
ارکیده کروبی مجنون (نام علمی: Trichoglottis australiensis) نام یک گونه از سرده ارکیده‌های کروبی است.